# Анусін (Куявсько-Поморське воєводство)
Анусін (пол. Anusin) — село в Польщі, у гміні Пйотркув-Куявський Радзейовського повіту Куявсько-Поморського воєводства.
Населення — 103 особи (2011).
У 1975-1998 роках село належало до Влоцлавського воєводства.

## Демографія
Демографічна структура станом на 31 березня 2011 року:
|          | Загалом | Допрацездатний вік | Працездатний вік | Постпрацездатний вік |
| -------- | ------- | ------------------ | ---------------- | -------------------- |
| Чоловіки | 56      | 9                  | 39               | 8                    |
| Жінки    | 47      | 10                 | 25               | 12                   |
| Разом    | 103     | 19                 | 64               | 20                   |